# أنسجة نباتية

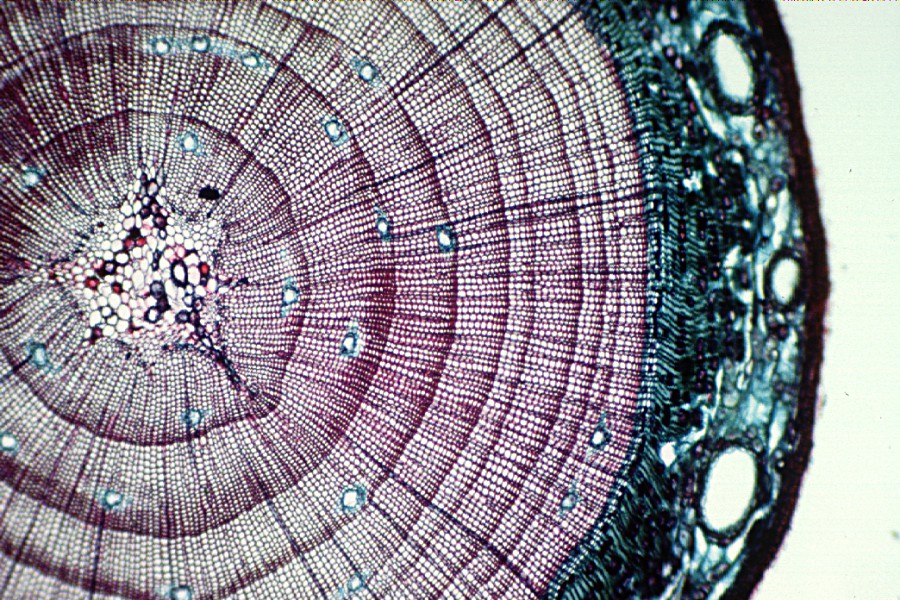

يتكاثر جسم الكائن الحي جنسياً، وينشأ من خلية واحدة وهي البويضة المخصبة، وتدخل هذه الخلية المخصبة في العديد من سلاسل الانقسامات المتساوية لتنتج عدداً كبيراً من الخلايا، تبدأ بالنضج والتمايز مما يؤدي إلى ظهور خلايا تختلف عن بعضها في الشكل والوظيفة، ثم تترتب هذه الخلايا على شكل مجموعات تسمى كل مجموعة منها بالنسيج[ ؟ ].
يتركب النبات الزهري من أربعة أجزاء، وهي: الجذر، الساق، الأوراق، والأزهار. وكل جزء منها يتكون من مجموعة أنسجة، وتتكون الانسجة النباتية من نوع واحد من الخلايا، حيث يوجد 3 أنواع، وهي:

## الأنسجة المرستيمية (المولدة)
وتسمى كذلك بالإنشائية، وقد سميت بهذا الاسم لأن الخلايا لديها القدرة على الانقسام غير المباشر (الميتوزي) لتكوين خلايا جديدة، لذلك عادة تكون موجودة في الأماكن التي يحدث بها انقسام ونمو مستمر، مثل: القمم النامية الموجودة في الجذر والساق تنشأ أنسجة النبات المختلفة من النسيج المولد (meristematic tissue) الذي تتصف خلاياه بصغر حجمها، وعدم وجود فراغات بينها، وقدرتها على الانقسام. ينتج من كل انقسام يحدث لخلية مولدة خليتان تتمايز إحداهما إلى نوع من أنواع أنسجة النبات الدائمة.
يتكون النسيج المولد من خلايا تسمى بالخلايا (المرستيمية)، وهذه الخلايا لديها عدة صفات وهي:
• خلاياها تكون متساوية الابعاد كروية أو بيضوية أو متعددة الزوايا في شكلها كما انها صغيرة الحجم.
• متراصة أي عديمة المسافات البينية.
• جدرانها ابتدائية رقيقة متجانسة مكونة من مادة السليلوز.
• السايتوبلازم كثيف ذو فجوات صغيرة وربما تكون الفجوات مفقودة، كما ان النواة تكون كبيرة.
• المواد الايضية ergastic substancec تكون مفقودة عادة.
• البلاستيدات تكون بدائية لذا يطلق عليها proplastids .
• لها قابلية على الانقسام.
• مرستيمات الكامبيم الوعائي تكون ذات خلايا مغزلية وجدران سميكة نوعا ما.
أنواع الانقسام في الخلايا المرستمية:
• الانقسام المتعامد anticlinal division : تتنقسم الخلية بجدار يشكل زاوية قائمة مع سطح المرستيم وهذا النوع من الانقسام يزيد المساحة السطحية للعضو أو المنطقة. في الاعضاء الاسطوانية الشكل كالجذور والسيقان تستبدل كلمة anticlinal بكلمة قطري radial وينتج عن الانقسام خليتان متجاورتان على انصاف اقطار متجاورة.
3- التقسيم المستعرض الانقسام المحيطي periclinal division : تنقسم الخلية بمستوى موازي لأقرب سطح من العضو الذي تقع فيه تلك لخلية أي تكون موازية للمحيط وفي هذه الحالة تستبدل كلمة periclinal بمماسي Tangential وينتج عن هذا الانقسام خليتان متجاورتان على نفس الخط احداهما وراء الأخرى.
• التقسيم المستعرض Transverse division : في هذه الحالة مستوى الانقسام يشكل زاوية قائمة مع المحور الطولي للعضو الاسطواني وينتج عنه خليتان تقع احداهما فوق الأخرى.

## الأنسجة الأساسية
تكون الأنسجة الأساسية الجزء الأكبر من جسد النبات الزهري، 'و يقسم إلى 3 أنواع وهي:

### النسيج البرنكيمي
هي خلايا رقيقة الجدران توجد بكثرة في النباتات وتمتاز بمرونتها، وتشكل الأساس لمعظم تراكيب النبات، وهي قادرة على إنجاز عدد كبير من الوظائف، ومنها التخزين والبناء الضوئي وتبادل الغازات والحماية. وهي خلايا كروية الشكل، ولكن جدرانها مسطحة قليلا عندما تكون هذه الخلايا متراصة بعضها إلى بعض، وأكثر الأنواع الخلايا وفرة. يوجد النسيج البرانشيمي في أماكن متعددة من النبات، ولها عدة صفات وهي:
- ذات جدار ابتدائي خلوي رقيق.
- حية عند النضوج.
- تفتقد للجدار الخلوي الثانوي.
- قادرة على الانقسام عندما يكتمل نموها.
- أنويتها صغيرة نسبيا.
- فجواتها العصارية كبيرة.
- يوجد بين الخلايا فراغات بينية.
- تعويض الأنسجة التالفة أو استبدالها.
- كروية الشكل

### النسيج الكولنشيمي
خلايا نباتية تكون غالبا طولية الشكل، وتوجد في صورة سلاسل متراصة حية يكثر وجود النسيج الكولنشيمي في الأوراق والسيقان النامية، ولها عدة صفات:
- تتكون من خلايا ذات أنوية صغيرة.
- لهاجدران خلوية سميكة تتغلظ بماده سليلوزيه على نحو غير متساو ، و وظيفة السليلوز دعاميه حيث تزيد من صلابه العضو النباتي.
- تعويض الأنسجة التالفة أو استبدالها،و الانسجه الدعاميه توجد في الأجواء البالغه للنباتات العربيه التي تتغلظ تغلظًا ثانويًا خصوصًا في سيقان نباتات ذوات الفلقتين تحت البشرة مكونة من طبقه كامله أو متقطعة في مجموعات، كما أنها توجد عند العرق الوسطي في الورقه ،كما توجد عند النتوءات في السيقان المضلعه كالقرع
- جدورها غير منتظمة خاصة في منطقة الزوايا[ ؟ ]، بحيث لا تأخذ شكل معين، و يختلف شكل الخليه الكولنشيميه حسب التغلظ بماده السليلوز الذي يتم في جدارها فهي إما زاويه كما في القرع أو كاسيه كما في الكتان أو دائريه كما في نباتات العائله الشفويه مثل السلفيا .
- خلايا متراصة وقريبة جدا من بعضها البعض.

و نتيجة لهذه الصفات كان النسيج الكولنشيمي نسيج قوي، لديه قدرة الانثناء والمرونة، فإنها تجمع بين الصلابه  و المرونة اي أنها تملك القابليه للانثناء .
•هذه المرونة لها اهمية في الاعضاء الناميه التي تحتاج فيها الخلايا الي تغير شكلها و طولها و سمكها باستمرار

### النسيج الاسكلرنشيمي
يتواجد النسيج الاسكلرنشيمي في ألياف[ ؟ ] بعض النباتات وفي أغلفة بعض الثمار، وله عدة صفات ومكونات:
- تفتقر إلى السيتوبلازم.
- غير حية.
- عديمة الأنوية.
- لها جذر سميك يترسب عليها مادتا السليلوز واللغنين فيؤدي هذا إلى تغلظها.

وله العديد من الوظائف، منها:
- دعم النبات.
- حماية الأنسجة الداخلية.

كما ويتكون النسيج الاسكلرنشيمي من نوعين من الخلايا:
- الألياف: وهي عبارة عن خلايا مستطيلة ومدببة ومن أمثلتها ألياف الكتان.
- السكلريد: وهي عبارة عن خلايا ذات أشكال وأحجام مختلفة عن بعضها البعض ذات جذر سميكة، مثل: الخلايا الحجرية، وتوجد هذه الخلية في بعض أنواع الثمار، مثل: الإجاص، وجوز الهند.

## الانسجة المركبة
هي الانسجة التي تتكون من نوعين أو أكثر من الخلايا
وتنقسم إلى 3 انسجة:

## 1-الانسجة البشرة
هي الطبقة الخارجية من خلايا الاوراق والجذور والسيقان الحديثة
وظيفتها الأساسية هي حماية الانسجة الداخلية للنبات من زيادة ضغط الماء ومن الاضرار الميكانيكية (الرياح - الطفيليات الممرضة)
خلايا البشرة شريطية غير منتظمة الشكل وتغطى جدرها بمادة شمعية تعرف بالكيوتين
تقوم مادة الكيوتين بتقليل فقد الماء من الانسجة الداخلية للنبات

## 2-الأنسجة الوعائية
تقوم هذه الأنسجة بنقل الماء والغذاء داخل جسم النبات، و تقسم لقسمين:

### أ-الخشب
يتكون الخشب من أربعة أنواع من الخلايا هي:
- الأوعية الخشبية.
- القصيبات.
- الخلايا البرنشيمية.
- الألياف.

و تقوم بالعديد من الوظائف:
- نقل الماء والأملاح[ ؟ ] من الجذر فالساق فالأوراق.
- وظيفة الدعامة، بحيث توفر الدعامة للنبتة.

أ – الأوعية الخشبية:
خلايا فقدت أنويتها وزاد سمك جدرانها بسبب ترسب مادة اللجنين.
وظيفتها: توصيل الماء والأملاح المعدنية لأجزاء النباتات.
تكون على شكل أنبوبة قد يبلغ طوله عدة أمتار (علل) لتوصيل الماء والأملاح إلي جميع أجزاء النبات.
ب - القصيبات:
خلايا ميتة مستطيلة الشكل مدببة الطرفين ذات جدر متغلظة نتيجة لترسب مادة اللجنين.
وظيفتها: النقل.
جـ - الياف الخشب:
خلايا ميتة ذات جدر سميكة أسطوانية مستطيلة ومدببة الطرفين.
وظيفتها: الدعامة للنبات.
هي في الأصل نوع من أنواع الخلايا السكلارنشيمية.
د – الخلايا البرنشيمية:
منتشرة بين أنسجة الخشب.
وظيفتها: تخزين المواد الغذائية التي يحتاجها النبات للنمو.

### ب-اللحاء
ينقل اللحاء الغذاء الذي تم تصنيعه في الأوراق إلى جميع أجزاء النبتة، ويتكون من 4أنواع وهي:
- الأنابيب الغربالية.
- الخلايا المرافقة.
- الخلايا البرنشيمية.
- الألياف.

ثانيا: اللحاء
وظيفته: 1) نقل الغذاء الجاهز في الأوراق أو أي جزء في النبات تتم فيه عملية البناء الضوئي
2) تدعيم الجسم النباتي.
يتكون من الأنسجة التالية:
أ) الأنابيب الغربالية:
خلايا حية مستطيلة الشكل تتميز جدرها الفاصلة بينها بوجود ثقوب تشبه الغربال.
وظيفتها: النقل.
تفقد الخلايا الغربالية البالغة أنويتها، ويمتد بين الخلايا من خلال الثقوب روابط بروتوبلازمية تربط الخلايا ببعضها.
ب) الخلايا المرافقة:
خلايا حية تقع ملاصقة للأنابيب الغربالية وترتبط بينهما بروابط سيتوبلازمية.
وظيفتها: تمد الأنابيب الغربالية بالطاقة كذلك تساعد على ضبط حركة التوصيل داخلها.
جـ) ألياف اللحاء: خلايا ذات جدر سميكة، البالغة منها ميتة.
وظيفتها: الدعامة
وهي في الأصل نوع من الخلايا السكلارنشيمية. وظيفتها هي نقل المواد الغذائية في عملية البناء الضوئي من الأوراق الي الأجزاء الآخرين في النبات وليس شرطا من الأوراق فهي تقوم بنقل الغذاء من أي مكان في النبتة تقوم بعملية البناء الضوئي
د) الخلايا البرنشيمية:
تنتشر هذه الخلايا بين أنسجة اللحاء.
وظيفتها: تخزين الغذاء الذي يحتاجه النبات للنمو

## 3-الانسجة البريديرم
هو نسيج وقائي ثانوي المنشأ ويتكون من خلايا حية تحل محل طبقة البشرة في النباتات الخشبية مكونة بذلك غطاءها الخارجي.
تقوم خلايا البريديرم قبل موتها بافراز مادة السوبرين في خلاياها وتنشأ خلايا الفلين لنسيج البريديرم من الكامبيوم الفليني الذي ينشط في الاشجار ليزيد من قطر الساق والجذر، ووظيفة البريديرم حماية الانسجة الداخلية من فقد الماء ومن غزو بعض الطفيليات خلال الانسجة المجروحة

## التغذية والنقل في النبات
تمر التغذية في النبات بعدة مراحل من امتصاص الماء والأملاح إلى توزيع الغذاء على خلايا النبات مرورا بعملية البناء الضوئي.

### الشعيرة الجذرية
تمتص النباتات محتويات التربة من ماء وأملاح عبر الشعيرات الجذرية المتصلة بالجذور، والشعيرة الجذرية هي امتداد لأحد خلايا البشرة في الجذر، وتحتوي من الداخل على سيتوبلازم وفجوة عصارية بها محلول سكري أعلى تركيزا من محلول التربة؛ لينتقل الماء إليها من التربة، وطول الشعيرة يصل إلى حوالي 4 ملليمتر، ولا يزيد متوسط عمرها عن بضعة أيام أو أسابيع؛ لأن خلايا البشرة ضعيفة وتتمزق باستمرار ولكنها تعوض من منطقة الاستطالة في الجذر.
يمتد من الجذر شعيرات جذرية كثيرة العدد؛ لزيادة مساحة الامتصاص، ولها جدر رقيقة لإنفاذ الماء والأملاح، وتفرز مادة لزجة لتثبيت النبات من خلال التصاقها بالتربة ولتنزلق بين حبيباتها.

### امتصاص الماء
تمتص الشعيرة الجذرية الماء عبر أربع آليات:
1. الانتشار: انتشار الجزيئات من الوسط الأعلى تركيزا إلى الوسط الأقل عبر حركتها الحرة.
2. الأسموزية: انتقال الماء من التركيز الأعلى له (الأقل للمحلول) إلى التركيز الأقل له (الأعلى للمحلول) عبر الأغشية شبه المنفذة.
3. النفاذية: بعض الأغشية منفذ وبعضها شبه منفذ وبعضها غير منفذ.
4. التشرب: تمتص الدقائق الغروية الصلبة الماء فيزداد حجمها.

### امتصاص الأملاح
تمتص الشعيرات الجذرية الأملاح عبر 3 خواص فيزيائية:
1. الانتشار من التركيز الأعلى للأقل.
2. النفاذية الاختيارية حيث تسمح الأغشية لبعض الأملاح بالنفاذ دون غيرها تبعا لحاجة النبات.
3. النقل النشط للأملاح من الوسط الأقل تركيزا إلى الأعلى تركيزا باستخدام طاقة أدينوسين ثلاثي الفوسفات.

### تركيب الورقة
الورقة هي المكان الرئيسي لتصنيع الغذاء من خلال البناء الضوئي؛ حيث تستخدم كلا من الماء والأملاح وغاز ثاني أكسيد الكربون واليخضور لتصنيع الغذاء، وتتركب الورقة من 3 أنسجة:
1. البشرتان العليا والسفلى: كل بشرة عبارة عن طبقة من خلايا بارانشيمية برميلية متلاصقة تخلو من الكلوروفيل، وعلى كل بشرة من الخارج طبقة من الكيوتين بها ثغور وخصوصا في البشرة السفلى.
2. النسيج المتوسط: يقع بين البشرتين وتخترقه العروق، ويتكون من طبقة عمادية وطبقة إسفنجية:
  1. الطبقة العمادية: تقع عمودية على البشرة العليا، وهي عبارة عن صف من خلايا مستطيلة تتركز البلاستيدات الخضراء في أعلاها.
  2. الطبقة الإسفنجية: تقع أسفل الطبقة العمادية، وتتكون من خلايا غير منتظمة بينها مسافات واسعة، وتحتوي على نسبة أقل من البلاستيدات الخضراء.
3. النسيج الوعائي: عبارة عن حزم وعائية عديدة في العروق والعريقات، وتقع الرئيسية منها في العرق الوسطى، وتتكون كل حزمة من:
  1. أوعية الخشب: تقع في عدة صفوف بينها خلايا بارانشيما الخشب، ومهمتها نقل الماء والأملاح إلى داخل الورقة.
  2. اللحاء: يقع تحت الخشب ويوصل الغذاء من الورقة إلى باقي النبات.

### تركيب الساق
1. البشرة: صف من خلايا بارانشيمية برميلية متلاصقة عليها طبقة من الكيوتين.
2. القشرة: تتكون من:
  1. خلايا كولنشيمية مغلظة بالسليولوز وقد تحتوي على بلاستيدات خضراء، تدعم النبات وتقوم بعملية البناء الضوئي في حالة وجود البلاستيدات الخضراء.
  2. عدة صفوف من خلايا بارانشيمية بينها مسافات تقوم بالتهوية.
  3. غلاف نشوي في نهاية القشرة يخزن حبيبات النشا
3. الأسطوانة الوعائية: تشغل حيزا كبيرا من الساق، وتتكون من البريسيكل والحزم الوعائية والنخاع والأشعة النخاعية.
  1. البريسيكل: عدة خلايا بارانشيمية تتبادل مع عدة خلايا ليفية، حيث تقابل كل عدة ألياف حزمة وعائية من الخارج، ويكسب الساق قوة ومرونة.
  2. الحزم الوعائية: هي اللحاء والكمبيوم والخشب، والكمبيوم هو صف أو أكثر من خلايا إنشائية (مرستيمية) بين اللحاء والخشب، تنقسم خلاياه لإعطاء خشب ثانوي من الداخل ولحاء ثانويا من الخارج.
  3. النخاع: خلايا في مركز الساق تخزن الغذاء.
  4. الأشعة النخاعية: خلايا بارنشيمية بين الحزم الوعائية تصل بين النخاع والقشرة.

### نقل الماء والأملاح من الجذر إلى الورقة
ينقل الخشب الماء والأملاح من أسفل إلى أعلى عبر قوى مساعدة، وأهم أربع نظريات لهذه القوى هي:
1. الضغط الجذري: هي قوة ضغط في الجذر ناتجة عن الخاصية الأسموزية تدفع الماء إلى أعلى عموديا لمسافات قصيرة فقط نتيجة تساويها مع ضغط عمود الماء المعاكس، ولذلك فإنها غير مفيدة في الأشجار الشاهقة.
2. خاصية التشرب: تتميز جدران أوعية الخشب بأنها جدران غروية، ولذلك فإنها تمتص جزءا من الماء لينتقل داخلها إلى الورقة، ولكن تأثيرها ضعيف لأن الماء يسير أيضا في التجاويف.
3. الخاصية الشعرية: يرتفع الماء في الأوعية الخشبية لأنها أنابيب شعرية ضيقة يتراوح سمكها من 0.2 إلى 0.5 ملليمتر، ولكنها قوة ضعيفة لأن أقصى ارتفاع في أضيق الأنابيب حوالي 150 سنتيمتر.
4. التماسك والتلاصق وقوى الشد النتحية: تتماسك جزيئات الماء داخل الخشب بشرط عدم وجود غازات داخل الوعاء، وتتلاصق بجدران الأوعية الخشبية وتتحرك إلى أعلى بسبب قوى الجذب النتحية بشرط أن تكون جدران الأنابيب غروية وأن تكون الأنابيب شعرية، وقد أثبت العلماء أن هذه قوى كافية لنقل الماء والأملاح إلى ارتفاعات شاهقة تصل إلى 100 متر.

### نقل الغذاء من الورقة إلى باقي النبات
ينقل اللحاء الغذاء إلى أعلى وأسفل لتغذية جميع أجزاء النبات السفلية والعلوية، ويتحرك السيتوبلازم داخل اللحاء حركة دائرية لنقل المواد العضوية واسمها الانسياب السيتوبلازمي.